# 洛敦·图德布
洛敦·图德布（1935年2月9日—2020年4月3日），是蒙古国作家、记者、教授。在1993年的总统大选中，他是彭萨勒玛·奥其尔巴特最有力竞争者，选举落败后就此退出政坛。

## 生平
1935年，出生于戈壁阿尔泰省纳仁苏木的牧民家庭。
1942年，在戈壁阿尔泰省尤宋布拉格学校学习。
1950年，在乌兰巴托师范学校学习。
1953年，在乌兰巴托国立师范学院学习。
1959年，在乌兰巴托教师技能学院担任俄语老师。
1961年，任《真理报》文学秘书。
1962年，任《文化与文学报》主编。
1964年，在苏联社会科学院学习。
1968年，任蒙古作家联盟副主席。
1974年，任蒙古作家联盟主席。
1975年，任蒙古革命青年联盟中央委员会第一书记。
1984年，任《真理报》编辑。
1993年，参加蒙古国总统大选。
2020年，病逝。

## 著作
- 《认识世界的历史》（1956年）
- 《猎人笔记》（1957年）
- 《不合时宜的装饰》（1962年）
- 《永生水》（1969年）
- 《山洪》（1960年）
- 《迁徙与定居》（1974年）
- 《共和国元年》（1981年）
- 《没有屋顶的寺庙》（1988年）
- 《红流》（1969年）